# لاور سفلي
 لاور سفلی  (بالفارسية: لاور زیر ) قرية صغيرة تتبع لـالبلدة المركزية (بالفارسية: بخش مركزى ) من توابع مدينة بستك وتقع في محافظة هرمزگان في جنوب إيران. تقع هذه القرية في اسفل جبل لاور من جهة الشمال، وتقع قرية لاور العُليا على قمة هذا الجبل، من ناحية الجنوب. لذلك سميت الأولى بـ« لاور العليا »، والثانية بـ « لاور السُفلى »
و مصطلح (لاور) يطلق على مكان واسع ومحاط بالجبال من ثلاث جهات، بحيث أن المياه الأمطار تجري إليها من ثلاث جهات وتخرج من جهة واحدة، ولاور: كلمة فارسية معربة تعني (الأرض الواسعة المنبسطة)، يزرع في أراضيها القمح والشعير بشكل واسع.

## حدود قرية لاور سفلی
حدود لاور سفلی: من الشمال: قرية بركه لاري،، ومن الجنوب « جبل لاور » ، ومن الغرب « خشوه »، ومن الشرق تنتهي بـقرية باغ نو.

## السكان
يبلغ عدد سكان هذه القرية حسب تعداد السكان لعام 2006 للميلاد، (31) نسمه تشكل (4 عوائل)، من أهل السنة والجماعة وعلى المذهب الشافعي. يتكلون الفارسية باللهجة المحلية، لهم مسجد، ومدرسة ابتدائية، وآبارها قليلة العمق. وكذلك بها ثلاثة برك لحفظ مياه الأمطار إذا سالت الأودية. يمتهنون بمهنة تربية المواشي والأغنام، والجمال. بالإضافة إلى تربية المواشي والجمال كذلك يستفيدون من أشجار الجبال المحيطة بهم لجلب الحطب وكذلك الأعشاب الطبية الموجودة على سفح الجبل وبيعها في القرى المجاورة لهم.

## وصلات خارجية
- التقسيمات الادارية لمحافظة هرمزگان